# 最后据点
最后据点（英文：The Last Outpost）是美国科幻电视剧星际旅行：下一代的第一季第五集。在这一集中，联邦星舰进取号与几乎未知的外星种族佛瑞吉进行首次接触时，一股奇怪且强大的力量吸走了企业号的能量，并且锁定住了整艘星舰，使她动弹不得。最终，让-吕克·皮卡尔舰长带领着进取号的船员解决了这一次危机。

## 剧情

### 追逐佛瑞吉
一种几乎不被人所知的外星种族佛瑞吉驾驶星舰从星际联邦的一个下属星球中偷走了T-9能量转换装置，联邦星舰进取号奉命追赶这艘佛瑞吉星舰。这是星际联邦首次接触此物种。二副Data在进取号追到佛瑞吉星舰后做出了佛瑞吉人的科技水平和星际联邦差不多的估计。佛瑞吉星舰不由分说便向企业号开火，但好在企业号的防护罩抵挡住了攻击。

### 神奇力量
奇怪的事情发生了，进取号的发动机能量突然急速下降，整艘船也动弹不得，企业号的船员这才意识到佛瑞吉人的科技十分强大。皮卡尔舰长连续发出了好几次喊话，但佛瑞吉人均未回复，这时，大副威廉·赖克想出了利用吸取能量的空隙，迅速加速到曲速9逃脱这股力量的主意。企业号全船做好了执行这个计划的准备，但最终却失败了。这时沃尔夫和塔莎·叶主张殊死一搏，但Data和迪安娜·特洛伊却主张以和平的方式解决问题。皮卡尔舰长最终选择了后者。

### 停战协定
佛瑞吉人终于回复了皮卡尔舰长，但出乎意料的是，佛瑞吉人竟然要向星际联邦投降，根据佛瑞吉人的习俗，他们还会献祭掉自己的二副。原来，这股神奇的力量并不是佛瑞吉人制造出来的，而是两艘星舰下方的星球制造出来的，佛瑞吉星舰与企业号一样被困在了外太空中。后来，两方都明白了自己的处境，皮卡尔舰长提议和平，并且共同派遣外勤队员对这颗星球进行探测，佛瑞吉人答应了这个提议。

### 探测星球
威廉·赖克、Data、乔迪·拉弗吉和塔莎·叶四人传送到了星球表面，但却由于强大的力场，使得他们在传送途中失散。赖克找到了Data，随后又找到了拉弗吉，但拉弗吉却倒挂在一个山洞中，原来他在能量化的时候卡在了这个岩石表面。这时，3个佛瑞吉人突然出现并偷袭了他们，好在叶及时赶到，帮助他们解围。此时，他们发现他们的镭射枪和佛瑞吉人的武器均被一种水晶所吸收，这时人们才恍然大悟，这颗星球上的水晶可以吸收能量，而这个星球则是几个世纪前一个庞大帝国的最边疆。

### 看门人
正当企业号船员与佛瑞吉人对持时，一个老者现了身，老者问他们要不要进入到帝国。原来这个老者已经沉睡了好几个世纪，并不知道自己的帝国已经消亡。Data向看门人讲述了帝国覆灭的过程，但他拒绝相信，还用长刀攻击赖克。赖克面对危险时的临危不惧打动了老者，随后的对话中，老者发现人类的价值观与帝国相差不多，反而是佛瑞吉人表现得阴险狡诈，便答应放企业号一马。随后赖克也央求老者放掉佛瑞吉人的星舰，就这样，企业号拿回了被偷走的T-9能量转化器，返回了星际联邦。

## 其他
- 这是星际旅行系列中首次出现佛瑞吉人的一集，也是星际联邦首次与佛瑞吉人进行接触。这集也让星迷们了解了佛瑞吉人贪财、好做生意、唯利是图的特点[4]。